# Mags: contes d'Arcàdia
Mags: contes d'Arcàdia (o simplement Mags) és una sèrie limitada de fantasia animada per ordinador estatunidenca creada per Guillermo del Toro i produïda per DreamWorks Animation Television i Double Dare You Productions. La sèrie premiada és la tercera i última entrega de la trilogia Contes d'Arcàdia, després de Trollhunters (2016-2018) i Els 3 de sota (2018-2019), i es va estrenar el 7 d'agost de 2020 a Netflix. S'ha doblat al català per al canal SX3, que la va estrenar el 27 d'abril de 2023.
La primera i única sèrie limitada de la franquícia Contes d'Arcàdia, és una saga de viatges en el temps que explora els orígens mitològics del món i presenta un nou protagonista a Hisirdoux "Douxie" Casperan, un antic aprenent del llegendari Merlí que va ser oblidat durant segles i que ara té ganes de demostrar la seva vàlua com a bruixot als ulls del seu vell mestre.
Mags va ser aclamada per la crítica com una sèrie d'animació innovadora, tant per la seva complexa narració com per l'animació d'alta qualitat. Alci Rengifo d'Entertainment Voice va escriure: "Del Toro vol que tothom, fins i tot els adults, treguin alguna cosa de Mags. Això fa que sigui una aventura que val la pena, com qualsevol gran conte de fades." El 2021, la sèrie va guanyar un premi Annie i el Kidscreen Award a la millor nova sèrie, una categoria que inclou tota la programació d'acció en directe i animada d'aquell any, i va ser nominada a quatre Daytime Emmys, inclosa la millor sèrie d'animació infantil.
Va ser seguit per un llargmetratge de llarga durada titulat Trollhunters: Rise of the Titans, estrenat el 21 de juliol de 2021.

## Doblatge
| Personatge                  | Actor original     | Veu en català      |
| --------------------------- | ------------------ | ------------------ |
| Hisirdoux 'Douxie' Casperan | Colin O'Donoghue   | Gerry Núñez        |
| Merlí Ambrosius             | Francesc Rocamora  | David Bradley      |
| Morgana Le Fay              | Lena Headey        | Mayte Supervia     |
| Rei Artús                   | James Faulkner     | Pep Ribas          |
| Steve Palchuk               | Steven Yeun        | Àlex de Porrata    |
| Archibald 'Archie'          | Alfred Molina      | Daniel Albiac      |
| Sir Galahad                 | John Rhys-Davies   | Jaume Mallofré     |
| Sir Lancelot                | Rupert Penry-Jones | Gerard Flores      |
| Carlemany                   | Brian Blessed      | Francesc Pujol     |
| Nimúe, la dama del llac     | Stephanie Beatriz  | Ana Maria Camps    |
| Nari                        | Angel Lin          | Alba Grau          |
| Claire Nuñez                | Lexi Medrano       | Geni Rey           |
| Jim Lake Jr.                | Emile Hirsch       | Marc Cañadell      |
| Tobias 'Toby' Domzalski     | Charlie Saxton     | Marcos de la Calle |

## Episodis
| Núm. | Títol                                           | Direcció                                   | Guió | Data d'estrena original | Data d'estrena a Catalunya |
| --- | ----------------------------------------------- | ------------------------------------------ | --- | ----------------------- | -------------------------- |
| 1 | «Encisats» «Spellbound»                         | Francisco Ruiz Velasco & Andrew L. Schmidt | Guió: Marc Guggenheim, Chad Quadt i Aaron Waltke. Argument: Guillermo del Toro, Marc Guggenheim, Chad Quadt i Aaron Waltke | 7 d'agost de 2020       | 27 d'abril de 2023         |
| L'Steve, en Toby i l'Aaarrrgggh es troben en Douxie, un mag deixeble d'en Merlí, i el seu gat, l'Archie, que els demanen ajuda per afrontar una emergència que amenaça el món sencer. Així comencen un viatge en què es trobaran vells amics i coneguts.                                              |                                                 |                                            | |                         |                            |
| 2 | «Passant a la història» «History in the Making» | Johane Matte                               | Guillermo del Toro, Marc Guggenheim, Chad Quadt i Aaron Waltke                                                             | 7 d'agost de 2020       | 28 d'abril de 2023         |
| A Camelot, el rei Artús ordena capturar i empresonar tots els trols. Quan veu en Jim, el fa tancar a la masmorra i després el condemna a mort. Per salvar-lo, en Douxie haurà de viatjar a una altra època i recuperar el mapa del temps.                                                             |                                                 |                                            | |                         |                            |
| 3 | «Caça de bruixes» «Witch Hunt»                  | Andrew L. Schmidt                          | Andie Bolt, Ian Rickett i Lila Scott                                                                                       | 7 d'agost de 2020       | 2 de maig de 2023          |
| En Douxie continua mirant d'arreglar els problemes que ha causat amb els viatges en el temps, però la cosa va empitjorant. El conflicte entre la Morgana i el rei Artús, arran de l'alliberament dels trols, amenaça de generar unes conseqüències gravíssimes.                                       |                                                 |                                            | |                         |                            |
| 4 | «La Dama del Llac» «Lady of the Lake»           | Francisco Ruiz Velasco                     | Andie Bolt, Ian Rickett i Lila Scott                                                                                       | 7 d'agost de 2020       | 3 de maig de 2023          |
| Després de la mort de la Morgana, en Merlí organitza una expedició per anar a visitar la Nimue, la Dama del Llac, i demanar-li que repari l'Excalibur. En Douxie ensenya a la Claire a dominar la màgia ombrívola, i junts descobreixen que la Dama té certs comptes pendents amb en Merlí.           |                                                 |                                            | |                         |                            |
| 5 | «El combat del rei» «Battle Royale»             | Johane Matte                               | Andie Bolt, Ian Rickett i Lila Scott                                                                                       | 7 d'agost de 2020       | 4 de maig de 2023          |
| La Morgana, un cop ressuscitada, obté nous poders i decideix atacar Camelot de sorpresa. La Claire té una visió del Regne Ombrívol i descobreix els plans de la bruixa. El rei celebra un torneig i la Claire, en Douxie, l'Archie i l'Steve hauran d'estar ben alerta per quan aparegui la Morgana.  |                                                 |                                            | |                         |                            |
| 6 | «Killahead, primera part» «Killahead»           | Francisco Ruiz Velasco                     | Andie Bolt, Ian Rickett i Lila Scott                                                                                       | 7 d'agost de 2020       | 5 de maig de 2023          |
| Finalment, en Merlí convenç els trols perquè facin costat al rei Artús en la batalla del pont de Killahead contra en Gunmar i els seus gumm-gumms. L'amulet d'en Merlí escollirà un trol per ser el caçador de trols, i no serà qui tothom espera.                                                    |                                                 |                                            | |                         |                            |
| 7 | «Killahead, segona part» «Killahead»            | Francisco Ruiz Velasco                     | Chad Quadt i Aaron Waltke                                                                                                  | 7 d'agost de 2020       | 8 de maig de 2023          |
| La batalla de Killahead acaba amb la mort del rei Artús, l'empresonament de la Morgana i l'adeu d'en Merlí, que passa el relleu a en Douxie. Ara en Douxie i els seus companys hauran de tornar al seu temps. Però, per a en Jim, les conseqüències podrien ser molt dures.                           |                                                 |                                            | |                         |                            |
| 8 | «Mags clandestins» «Wizard Underground»         | Johane Matte                               | Andie Bolt, Ian Rickett i Lila Scott                                                                                       | 7 d'agost de 2020       | 9 de maig de 2023          |
| Després de tornar al segle XXII, on els mags es retroben amb certes cares conegudes, en Jim fa un sacrifici inesperat per salvar els altres, i la Claire es resisteix a la idea de perdre'l. Mentrestant, la intervenció d'un misteriós cavaller verd té unes conseqüències terribles per a en Merlí. |                                                 |                                            | |                         |                            |
| 9 | «El cau del drac» «Dragon's Den»                | Andrew L. Schmidt                          | Chad Quadt, Aaron Waltke, Ian Rickett i Lila Scott                                                                         | 7 d'agost de 2020       | 10 de maig de 2023         |
| Després de la mort d'en Merlí, en Douxie ha de cercar per ell mateix els Segells de la Gènesi per poder salvar el món. Mentre tant, la Claire no dona per perdut en Jim i troba una aliada improbable, la Morgana, que vol recuperar el seu germà.                                                    |                                                 |                                            | |                         |                            |
| 10 | «El nostre acte final» «Our Final Act»          | Andrew L. Schmidt                          | Chad Quadt, Aaron Waltke, Ian Rickett i Lila Scott                                                                         | 7 d'agost de 2020       | 11 de maig de 2023         |
| En Douxie es veu obligat per l'Orde Arcà a prendre una decisió impossible: salvar el món o salvar els seus amics. Mentrestant, en Jim continua sense reconèixer la Claire i els éssers estimats d'aquesta, però els herois perseveraran i lluitaran fins al final.                                    |                                                 |                                            | |                         |                            |